# Svenska Ostindiska Companiet
Svenska Ostindiska Companiet (SOIC) var ett svenskt handelskompani bildat 1731 som från Göteborg handlade med Östasien, framför allt med Kina. Under de första åren var resorna mycket lönsamma, för att under slutet av 1700-talet nästan alltid gå med förlust. Totalt genomfördes 132 expeditioner med 37 olika skepp. Kompaniet upplöstes 29 maj 1813 efter en bolagsstämma.

## Bakgrund

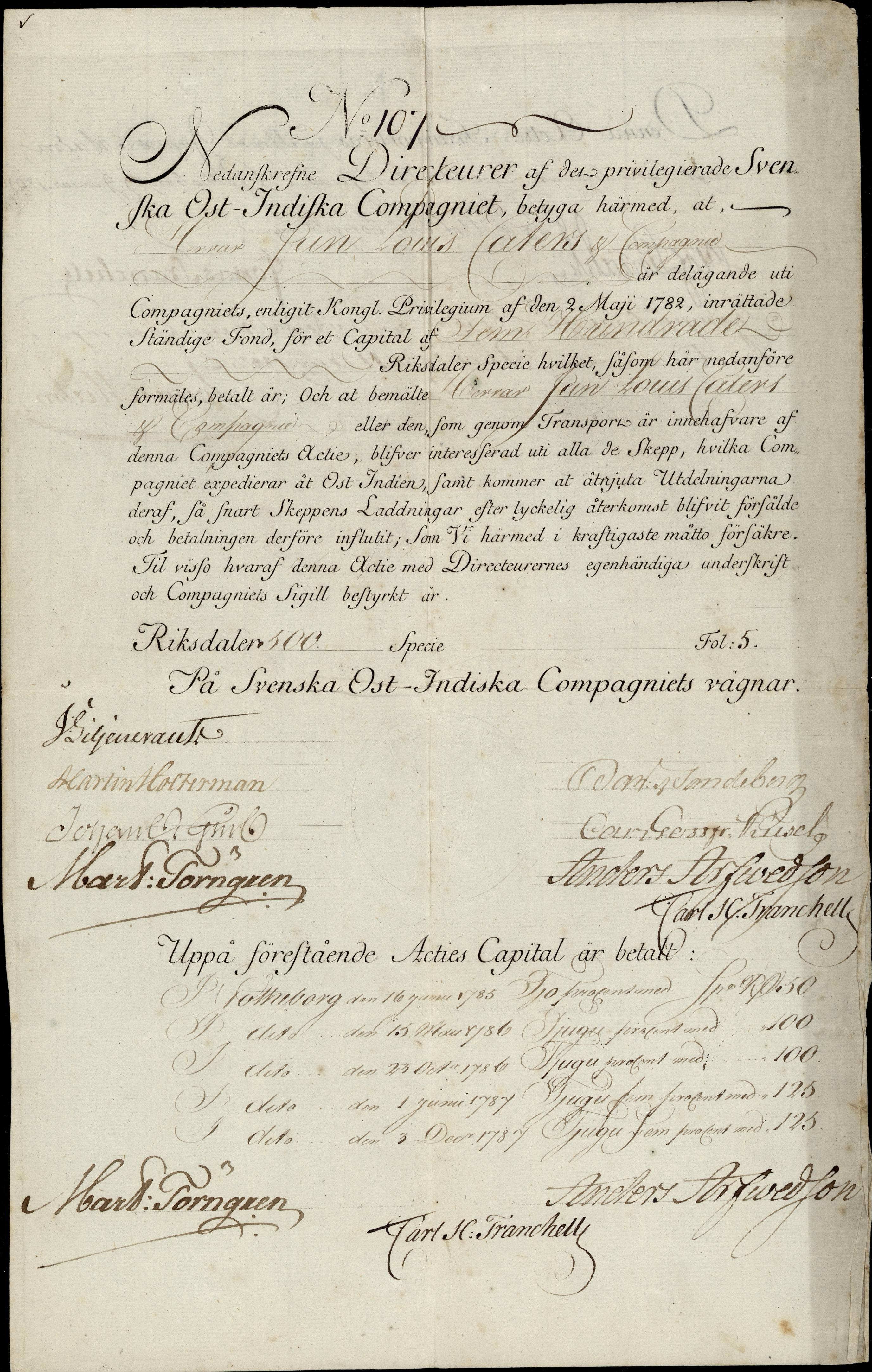
Delägarbrev för SOIC av 2 maj 1782

I Sverige planerades under 1600-talet åtskilliga handelskompanier efter mönster från de då nybildade utländska kompanierna, men framgångarna var kortvariga.
Den 14 juni 1626 utfärdade Gustav II Adolf privilegier till holländaren Willem Usselincx för Söderkompaniet i Göteborg med uppdrag att utföra handel med Asien, Afrika och Amerika. Krig och nödår satte dock stopp för projektet och Usselincx kompani fick aldrig sända några fartyg till Asien.
Ett första ostindiskt kompani bildades dock i Stockholm 1672, vilket utsände två fartyg Solen och Trumslagaren till Lissabon efter salt.
Ett mer allvarligt förslag framlades dock på 1660-talet av residenten i London Johan Leijonbergh. Han skickade en skrivelse till Karl XI att en Olle Borg, som i 18 år varit i tjänst hos det Nederländska ostindiska kompaniet, framlagt ett förslag i avsikt att få Sverige att engagera sig i orienthandeln. Förslaget ansågs tillräckligt intressant för att remitteras till Kommerskollegium. Borg utfäste sig även att om krig utbröt med Danmark, kunna för Sveriges räkning erövra det danska fortet Trankebar. Det behövliga kapitalet ansågs vara 30 000 riksdaler, något som även lyckades. Till direktion planerades riksrådet Knut Kurck jämte Peter Schnack och Johan Olivecreutz. Bland de som tecknat sig för mer än 1 000 riksdaler fanns betydelsefulla namn som drottning Hedvig Eleonora, Magnus Gabriel De la Gardie, Gustaf Otto Stenbock, Gustaf Soop och Louis De Geer d.y.. Det blev dock svårigheter att driva in pengarna från subskribenterna. Ett förändrat politiskt läge satte stopp för planerna, och 1674 upplöstes föreningen.
Ett nytt försök gjordes av pirater som höll till utanför Madagaskar vilka räknade handel med Sverige som en säkrare utkomst än sjöröveriet. Piraterna erbjöd svenska kronan stora ekonomiska fördelar och förhandlingar pågick parterna emellan, när Karl XII sköts till döds vid Fredrikstens fästning. Kungens död satte dock stopp för alla vidare förhandlingar.
Sveriges ekonomi var i dåligt skick efter det stora nordiska kriget och handel räknades som en tillväxtfaktor. Åsikterna gick emellertid isär om fjärrhandeln med Östasien var tillräckligt inkomstbringande. De främsta farhågorna gällde Sveriges möjligheter att tillräckligt starkt försvara kompaniets skepp och handelsplatser. De stora sjömakterna England, Frankrike och Nederländernas kompanier drog sig inte för att attackera främmande fartyg för att hindra konkurrens. Tidigare misslyckade försök till att starta konkurrerande kompanier i Tyskland och Nederländerna avskräckte. Det starka utländska stödet från främst brittiska men i viss mån även nederländska handelsidkare som stängts ute från ländernas egna kompanier var det som möjliggjorde företaget. Majoriteten av investerarna, liksom uppköparna av kompaniets varor, var utländska affärsmän.
Tillståndsgivningen var inte helt okontroversiell under denna tid då merkantilismen var den bärande idén. Särskilt efter Friedericus Rex Sueciaes hemkomst – efter första resan 1735 – väcktes en stark opposition mot den stora mängd främmande varor landet nu fylldes av, kanske inte till så liten del styrd av avundsjuka över de stora vinster investerarna gjorde. En av de skarpaste kritikerna mot oktroj var Johan Arckenholtz. Skeptikerna varnade bland annat för att de nya produkterna skulle förvärra den allmänna fåfängan i landet. I Kommerskollegiums berättelse till 1738 års riksdag om handelsbalansen klagades över att hela två tredjedelar av de varor kompaniet dittills infört hade stannat inom landet. Det hade gått så långt att numera "största delen av den gemena kvinnohopen intill tjänstehjonen gå klädda i siden". Kompaniet mötte kritiken genom att förklara sig villigt att hädanefter föra ut alla de varor som var förbjudna i överflödsförordningarna och sälja dem utomlands.
Det nya handelsbolaget skulle verka på ett område där Frankrike och Storbritannien dominerade, men bolagets handelsmonopol gav fördelar. Handeln var inte renodlat svensk, då brittiska handelsidkare utanför det brittiska ostindiska kompaniet deltog genom att investera i det svenska ostindiska kompaniet.

## Grundande

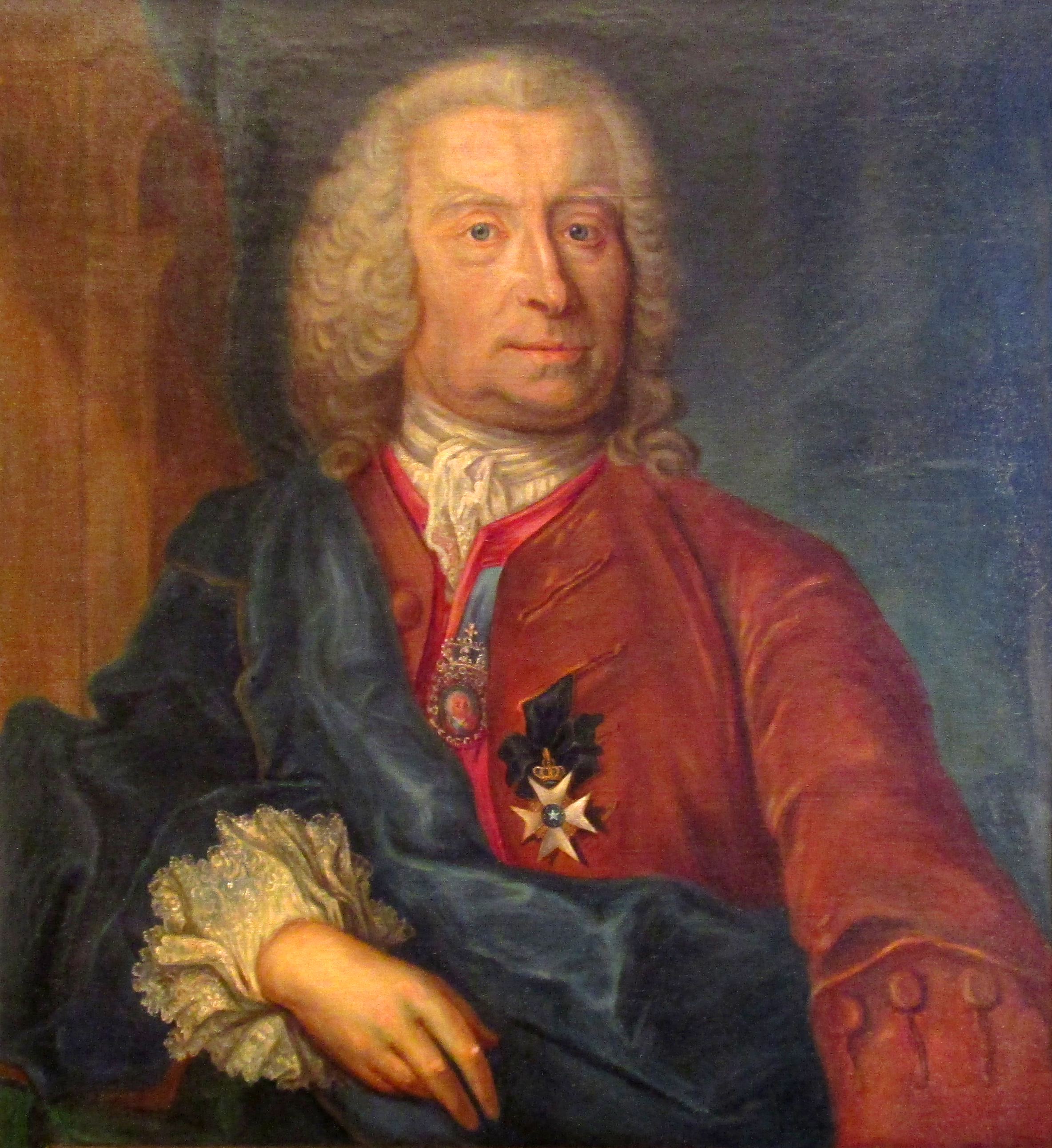
Colin Campbell

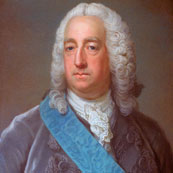
Niclas Sahlgren

Det var först ett stycke in på 1700-talet, som Sverige verkligen erhöll ett ostindiskt kompani.
Sannolikt kan man se bildandet som en följd av att det flamländska Ostendekompaniet, som fått sina privilegier av Karl VI 1722, upplöstes år 1731. Därmed fick de som hoppats bli delaktiga i den vinstgivande ostindienhandeln se sig om efter en annan plats för att realisera sina planer, och så föll blickarna på Sverige.
Kompaniet planerades 1727 under en träff i Ostende mellan skotten Colin Campbell och göteborgaren Niclas Sahlgren. Deras planer förverkligades genom att de grundade det Svenska ostindiska kompaniet 1731 tillsammans med Henrik König, en stockholmare av tysk ätt (Bremen). Magnus Lagerström blev sekreterare vid grundandet och senare direktör. Efter åtskilliga föregående underhandlingar, både inom regeringen och i riksdagen, utfärdades 14 juni 1731 den för 15 års tid avsedda första oktrojen. Det var visserligen den svenske kommissarien i Stockholm, Henrik König, som vid dessa förberedelser uppträtt som underhandlare, men utländskt kapital hade också till stor del intressen i företaget.
Det är i allmänhet en utbredd föreställning att Ostindiska Companiet var en stor firma i Göteborg. Det inflytande Göteborgs köpmän ägde var dock inte så stort som man kan tro. Redan vid andra oktrojens början var direktionens ledamöter övervägande från Stockholms förnämsta handelssocietet och ämbetsvärld, samt ett flertal stora bruksägare i mellersta Sverige.

### Kompaniets kungliga privilegier
Kompaniet fick bland annat följande kungliga privilegier:
- Rätt till all svensk handel och sjöfart öster om Godahoppsudden.
- Alla seglatser skulle gå från och till Göteborg.
- Den svenska staten skulle erhålla 100 daler silvermynt för varje skeppsläst, plus skatter.[15]
- Lasten skulle auktioneras bort i Göteborg vid ankomsten.
- Kompaniet fick använda hur många skepp det önskade, men de måste byggas och utrustas i Sverige.
- Skeppen skulle föra svensk flagg och ha svenska skeppshandlingar.
- Rätt att utfärda aktier för att finansiera expeditionerna.
- Den utrustning och proviant som bolaget behövde var inte tullpliktig.
- Kompaniets befäl hade samma rang som svenska sjöbefäl.
- Fartygsbesättningarna undantogs från svensk militärtjänst.
- Fartygen ägde rätt att bemöta våld med våld.
- Bolaget hade rätt att hålla finansiell information och upplysningar om aktieägare hemlig.

Det fanns flera orsaker till den sista klausulen. En var att brittiska undersåtar förbjöds att i hemlandet driva handel på Asien. I skydd av sekretessen kunde de investera i svensk asienhandel istället. I Sverige fanns ett missnöje mot att utlänningar köpte in sig i svenska rörelser och för att hålla resultaten hemliga eldades bokföringen upp efter bokslut.
Det kungliga privilegiebrevet översattes till franska och latin varefter tidens stormakter underrättades. Reaktionerna var avmätta och konkurrenten sågs med oblida ögon. Den svenska ambassadören i London vågade inte begära av den brittiska regeringen att låta svenska fartyg lägga till brittiska hamnar vid haveri, sjönöd eller proviantering. Samma begäran till Nederländerna och Frankrike avslogs. En förfrågan om bistånd från stormakternas baser i Östasien besvarades aldrig.

## Verksamhet

### Den första oktrojen (1731–1746)
Till en början möttes kompaniet av motstånd både ut- och inrikes. Det första skepp som sändes ut, Friedericus Rex Sueciae med Colin Campbell som 1:e superkargör lämnade Göteborgs hamn den 9 februari 1732, men togs i besittning av holländarna i Sundasundet, men blev dock snart åter frigivet. Skeppets ankomst till Guangzhou finns noterad i Qingdynastins officiella krönika (Qing Shi Gao 清史稿, kapitel 159) som den första direktkontakten mellan Sverige och Kina. På hemresan tvingades Friedericus Rex Sueciae gå in i norsk hamn för att värva nya besättningsmän för att ta sig hem till Göteborg, dit hon anlände den 27 augusti 1733. Fartyget hade med sig en laddning av sidenvaror, kinesiskt porslin, te, kaffe, kryddor, arrack, lackerade varor, solfjädrar, med mera. Utdelningen av Friedericus Rex Sueciae lastförsäljning gav 900 000 daler silvermynt, och en vinst på 25 procent.
Nästföljande expedition, med skeppet Ulrica Eleonora, avseglade i januari 1733 med sikte på Parangipettai (äldre portugisiskt namn Porto Novo) i nuvarande Tamil Nadu vid Indiens östkust med avsikt att anlägga ett faktori. Ulrica Eleonora seglades upp mot Bengalen för att skydda det mot höststormarna, medan faktoribygget fortsatte. Den brittiske guvernören Thomas Pitt som befann sig i Madras kontaktade en fransk guvernör i Pondicherry. De båda guvernörerna satte ihop en liten armé och anföll det svenska fakoriet i Parangipettai, varvid svenskarna förlorade. När kaptenen på Ulrica Eleonora fick meddelande om anfallet seglade han till Parangipettai där skeppet blev beskjutet av britterna och fransmännen. Ulrica Eleonora fortsatte därför till Ceylon, en nederländsk koloni, men blev avvisade och blev utan proviant och färskvatten. Frihamn fick de först vid Mauritius, där de kunde proviantera och reparera fartyget. Vid ankomsten kunde man konstatera att expeditionen var ett fiasko och en förlustaffär. Av de ursprungliga 103 besättningsmännen hade 70 blivit tillfångatagna, 17 hade drunknat eller dött ombord och 16 hade rymt. Kvar ombord fanns 48 personer, där flertalet värvats under resans gång.

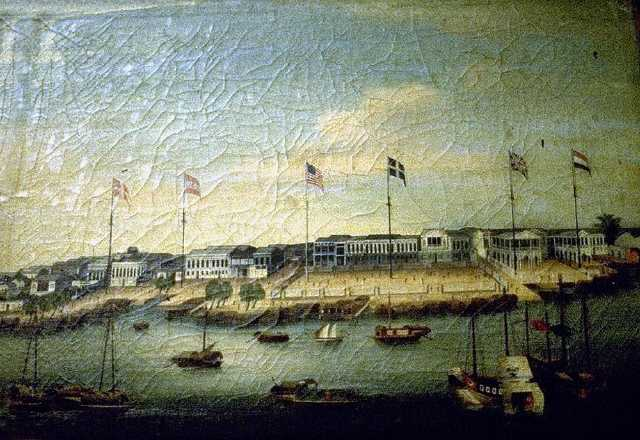
Målning av de utländska faktorierna i Kanton 1780, där bland annat Sveriges flagga kan ses i mitten.

Kompaniet undvek sorgfälligt sammanstötningar med de övriga ostindiska kompanierna och riktade sin huvudsakliga verksamhet på handeln med Kina och avstod från att tänka på landvinning i Indien. Dessutom gjorde man vissa eftergifter för att tysta det inhemska missnöjet.
Totalt utsändes under oktrojtiden 15 expeditioner, av vilka dock endast tre gick till Bengalen och alla de övriga direkt till Guangzhou i Kina. Fyra av de utsända fartygen förolyckades, men de övriga expeditionerna lämnade i allmänhet riklig vinst. Räkenskaperna för de första åren saknas, eller finns bara fragmentariskt, men från och med den 8:e expeditionen (Suecia) är dessa i huvudsak kompletta. Inkomsterna uppgick till 35 063 410 daler silvermynt, vilket gav ett medelvärde på 39 procents utdelning. Direktörerna fick dela på 550 000 daler silvermynt och de ansvariga för lasten cirka 800 000 daler silvermynt. Tävlan mellan konkurrenterna var stark, då frågan om förlängd oktroj togs upp.

#### Skeppsbrott
- I november 1740 inträffade kompaniets första förlisning, då kompaniets fjärde skepp Suecia förliste utanför Orkneyöarna.[4]
- Den 12 januari 1745 förliste både Drottningen af Swerige och Stockholm utanför Shetlandsöarna vid sin utresa.[25]
- Den 12 september 1745 förliste Götheborg (I) under hemfärden från Kina utanför Älvsborgs fästning.[4] Lasten kunde dock bärgas.

### Den andra oktrojen (1746–1766)
Vinsterna hos delägarna i den första oktrojen väckte stort intresse för att få möjlighet att teckna en ny, då den gamla oktrojen skulle löpa ut 14 juni 1746. De tidigare delägarna hade förutom utländska handelsmän främst varit Göteborgshandlare. Nu blandade sig en rad Stockholmsköpmän in i leken. Redan 23 september 1745 inlämnade firman Abraham och Jacob Arfwedsson & Co. en ansökan om oktroj, och erhöll en preliminär försäkran om en sådan. Ett par veckor senare inkom även Anders Plomgren & C:o tillsammans med ceremonimästare Carl Broman med en ansökan. 20 januari 1746 ansökte de direktionen för den första oktrojen om att erhålla en ny sådan. 24 mars 1746 tillsattes en kommission för utreda den mest lämpliga direktionen. 14 maj kom man slutligen fram till att direktionen för den första oktrojen var den bästa att även leda nästa. Direktionen skulle dock utökas från tre till sju direktörer, och till de förra direktörerna Colin Campbell, Niclas Sahlgren och Teodor Ankarcrona, fogades förutom direktionens sekreterare Magnus Lagerström stockholmsköpmännen Anders Plomgren och Abraham Grill.
Innehavarna av den andra, på 20 års tid (1746–1766) förlänade oktrojen följde någon tid de gamla traditionerna och gjorde insamlingar av nödvändiga medel för utrustning och dylikt för var och en av de 14 första expeditionerna. Men 1753 ombildades kompaniet till aktiebolag genom att en fast fond skapades. Av de nämnda 14 fartygen gick inget förlorat, och utdelningen steg till 39,5 procent i medeltal för varje expedition, om man räknar bort återbetalningen av de insamlade medlen. Efter att den fasta fonden hade skapats sändes under denna oktroj ytterligare 22 expeditioner ut, av vilka en anlöpte Surat och ett fartyg gick förlorat. Aktieägarna fick då och då som utdelning utbetalningar av 347,75 procent utöver kapitalets återbetalning.

#### Skeppsbrott
- I september 1761 förliste Friederic Adolph i Kinesiska sjön.[25]

### Den tredje oktrojen (1766–1786)
Även den tredje oktrojen blev mycket framgångsrik och under denna tid utsändes trettionio fartyg och inte något av dessa gick förlorat eller led någon större sjöskada. I samband med det nordamerikanska frihetskriget (Amerikanska revolutionen) 1775–1783 blev konjunkturen ovanligt gynnsam för handeln och utöver återbetalning av aktiekapitalet fick också delägarna emellanåt som ren vinstutdelning uppbära upp mot 298,63 procent, vilket innebar nästan en fyrdubbling av kapitalet.
År 1786 fick man för första gången se en kines i Sverige. Det var en affärsman som följde med ett av Ostindiska kompaniets fartyg. "Han uppväckte allas nyfikenhet och beundran", skrev magistratssekreteraren i Stockholm, Hochschild, som för övrigt beskrev mannen som "hygglig".

### Den fjärde oktrojen (1786–1806)

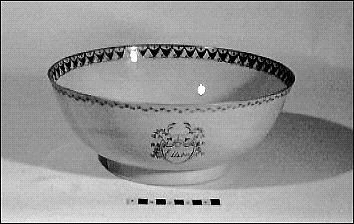
Bålskål, Ellsboporslin, från omkring 1790. GSM.

Till skillnad från de första tre ledde den fjärde oktrojen till förlust för intressenterna, främst på grund av liberalisering av världshandeln samt olika krig och blockader. Under denna oktroj var Carl Henrik Tranchell kompaniets sekreterare.

#### Skeppsbrott
- I mars 1796 förliste Götheborg i Taffelbukten.
- I juli 1798 strandade Gustaf III på Goodwin Sands.
- I november 1801 förliste Drottning Sophia Magdalena i Engelska kanalen.
- I januari 1803 strandade Drottningen utanför Arendal.

## Nedgång och upplösning
De båda följande oktrojerna, verksamma under 1786–1806 och 1806–1821, var inte lika framgångsrika. När det nya ostindiska bolaget skulle bildas 1786 var folk så ivriga att få vara med vid aktieteckningen att dubbla den behövliga summan tecknades. Det nya bolaget gjorde dock från början en usel affär på fartygsköpen från det förra kompaniet, vilket berodde på att samma personer satt som direktörer i båda bolagen. Två av skeppen var så gamla och nedgångna att de aldrig kunde begagnas. Det ena av dem såldes för 1/9 av vad det kostat bolaget i inköp och reparation. Två andra fartyg måste slopas efter endast en resa. Ett femte blev efter tre resor degraderat till kölhalningspråm, och ett sjätte var odugligt efter fem resor. Det sjunde skeppet gick förlorad på sin tredje resa, och det åttonde och sista av de först inköpta såldes efter tre Kinafärder till Storbritannien.
När de två första laddningarna kom hem, år 1788, var Sverige i krig med Ryssland och Danmark, och Göteborg hotades med belägring, så ingen försäljning av godset kunde äga rum på utlovad tid. Följden blev att de utländska köparna vände sig till Köpenhamn för att få sina behov fyllda, och när auktionen till slut gick av stapeln blev det stor förlust för kompaniet. Ännu ogynnsammare blev av samma anledning resultatet av den expedition som företogs med två fartyg som återvände 1789. Knappt var kriget slut förrän kompaniet drabbades av ett annat hårt slag. Dittills hade Storbritannien och Nederländerna varit de bästa avsättningsorterna för det kinesiska teet. Visserligen hade Storbritannien ett eget ostindiskt kompani, men dess teimport hade varit belagd med så höga tullar att britterna fann det förmånligare att smuggla in det svenska Ostindiska kompaniets varor än köpa av det brittiska kompaniet. Men 1790 nedsattes dessa tullar så mycket att risken med lurendrejerierna blev för stor i förhållande till den vinst de numera gav, och genast sjönk importen från Sverige betydligt. Ännu sämre gick det för kompaniet året därpå i Nederländerna, då detta lands regering förbjöd all annan teimport än genom nederländska Ostindiska kompaniet. Genom dessa båda förordningar berövades det svenska kompaniet omkring 5/6 av sin avsättning. De övriga avsättningsländerna för Ostindiska kompaniets varor, Tyskland och Belgien, var vid denna tid indragna i krig, vilket omöjliggjorde nästan all handel med dem.
Sedan fick kompaniet ideligen uppleva obehagliga följder av det långvariga krigstillståndet i Europa efter franska revolutionen. Den fjärde oktrojens innehavare lyckades inte åstadkomma någon expedition efter 1803 och måste 1809 göra cession, utan att under alla dessa år ha gjort en enda utdelning. Den femte oktrojen, avsedd att räcka till 1821, pågick av liknande anledningar inte längre än till 1814, då handeln med Ostindien förklarades fri för alla.
För Göteborg, kompaniets säte och stapelstad, blev den ostindiska handeln en källa till rik och hastig uppblomstring. De dyrbara indiska och kinesiska varorna – huvudsakligen siden, te, porslin och kryddor – såldes på livligt besökta auktioner efter ostindiefararnas hemkomst. De spreds sedan nära nog över hela Europa och utgjorde en betydande del av Sveriges export. Det har uppskattats att kompaniets handel stod för 2–5 % av Sveriges bruttonationalprodukt under perioden 1730–1800. Det blev liv och rörelse i Göteborg när en "ostindiefarare" kom hem. Den tyskfödde historikern Ernst Moritz Arndt fick under sin vistelse i Göteborg år 1804 vara med om en sådan händelse, som han beskrev på följande vis:
| ” | Vid ett dylikt tillfälle härskar en allmän glädje därstädes. Isynnerhet firar besättningen flera dagar sin hemkomst och återseendet, av ett älskat och länge saknat fosterland. Denna matrosernas glädjefest kallas med ett eget namn 'hönsning'. Hela besättningen tågar med klingande spel och fladdrande vimplar förbi varven och genom förstädernas gator. En glad måltid väntar dessa välkomna gäster, och en mängd tjänstvilliga nymfer lura endast på en bjudande vink för att under natten deltaga i balerna och den backanaliska glädjen. Man vet, vilken vild och utsvävande varelse en matros är, då han omsider bestigit fasta landet, sedan han på flera månader ej sett något land. | „ |

Bland Ostindiska kompaniets ledande män återfanns inte bara den tidens främsta köpmän som Grill, Sahlgren, Plomgren med flera, utan även statsmän, sådana som Carl Fredrik Scheffer och Johan Liljencrantz. Ett betydande antal riksråd och i övrigt högt uppsatta personer var också delägare. Det var därför knappast underligt att det rika kompaniet var väl ansett på högre ort och ibland lyckades utverka förmåner som inte var tillgängliga för alla.
Den 15 augusti 1931 – med anledning av Ostindiska kompaniets 200-årsdag – öppnade handelsministern en minnesutställning i Kongresshallen på Liseberg. Samma dag sjösattes vid Götaverken ett av det dåvarande kompaniets lastmotorfartyg Peiping på 10 000 ton.
I Sjöfartsmuseet i Göteborg höll auktionsfirman Bukowskis den 26 februari 1989 en auktion med porslin (115 föremål) som bärgats från Ostindiefararen Götheborg av kammarherre James Keiller 1905–1907. Till varje auktionsnummer hörde James Keillers originalcertifikat från bärgningen. Ägarna beslutade att donera en del av behållningen till Stiftelsen Ostindiefararen Götheborg. Även Bukowskis donerade överskottet från försäljningen till stiftelsen. Utropspriserna varierade mellan 400 och 2 000 kronor.

## Av Ostindiska Companiet använda skepp
| - Friedericus Rex Sueciae 5 resor - Drottning Ulrica Eleonora 1 resa - Tre Cronor 1 resa - Suecia 2 resor - Götheborg (I) 3 resor - Stockholm 3 resor - Riddarhuset 2 resor - Calmar 3 resor - Drottningen af Swerige 2 resor - Cronprinsessan Lovisa Ulrica 2 resor - Freeden 2 resor - Cronprinsen Adolph Friederic 3 resor - Prins Gustaf 1 resa - Götha Leijon 3 resor - Hoppet 2 resor - Enigheten 4 resor - Prins Carl 6 resor - Prins Friederic Adolph 4 resor - Prinsessan Sophia Albertina 3 resor | - Stockholms slott 6 resor - Riksens ständer 4 resor - Finland 7 resor - Adolph Friedric 7 resor - Lovisa Ulrica 4 resor (Andra oktrojens 2:a fartyg som gick av stapeln från Djurgårdsvarvet 27 september 1765.) - Cron Prins Gustaf 7 resor - Terra Nova 4 resor - Gustaf III 9 resor - Gustaf Adolph 4 resor - Drottning Sophia Magdalena 9 resor - Götheborg (II) 3 resor - Drottningen 3 resor - Maria Carolina 3 resor - Östergöthland 2 resor - Westergöthland 1 resa - Fredrica 3 resor - Prinsessan 2 resor - Wasa 1 resa |

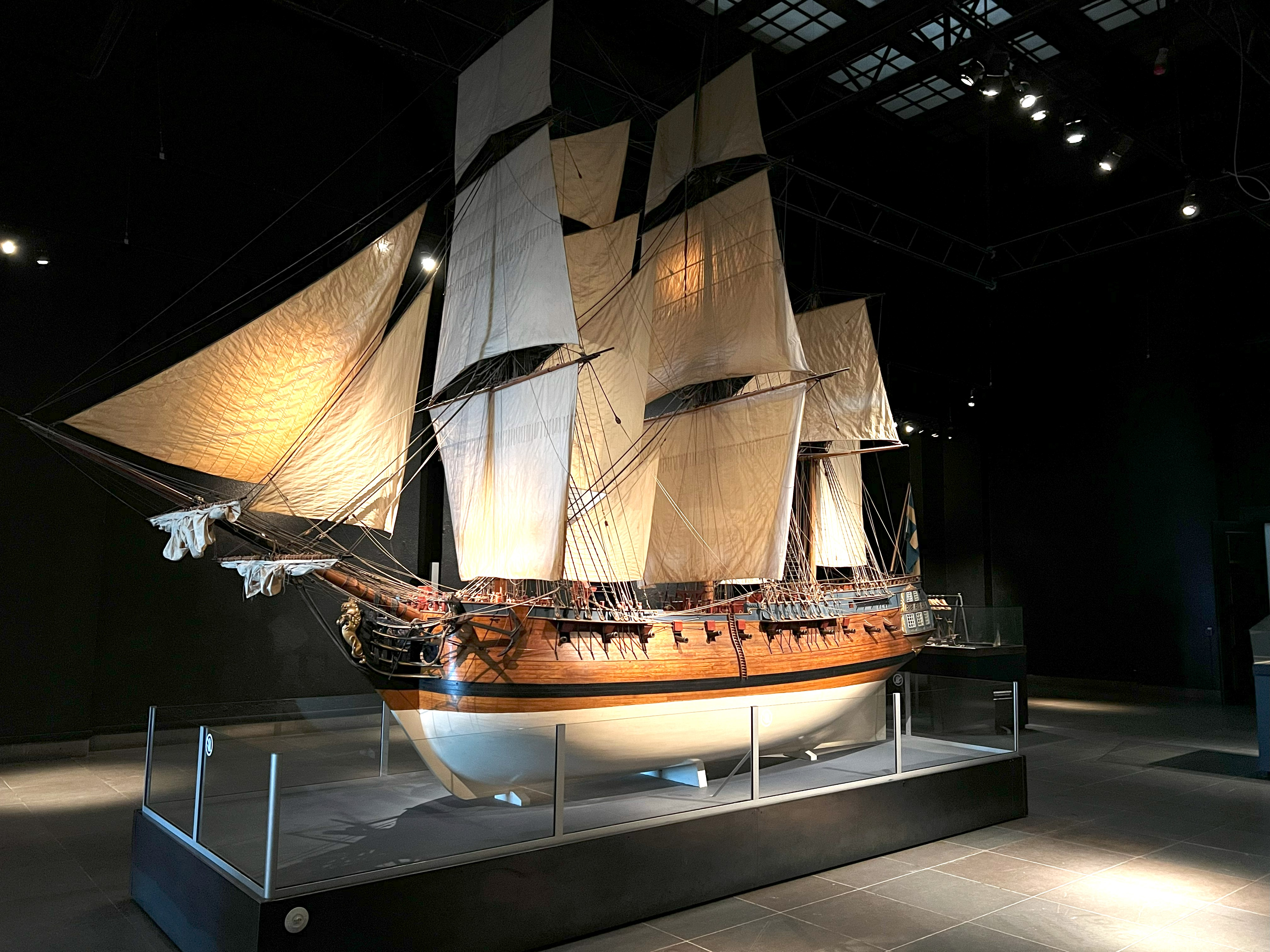
Fartygsmodell Ostindiefararen Finland på Sjöfartsmuseet Akvariet i Göteborg
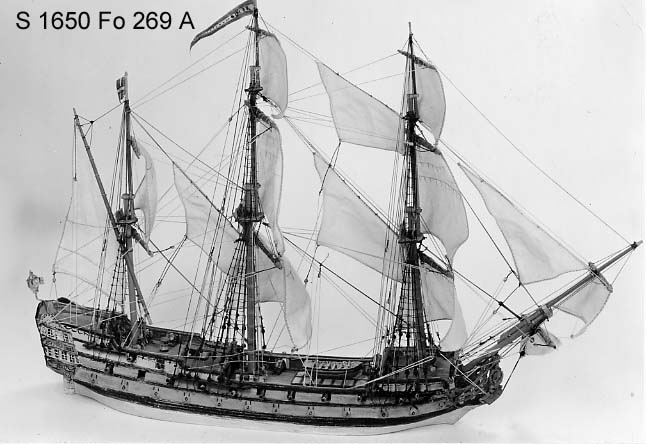
Fartygsmodell Adolph Friedrich
Fartygsmodell Lovisa Ulrika
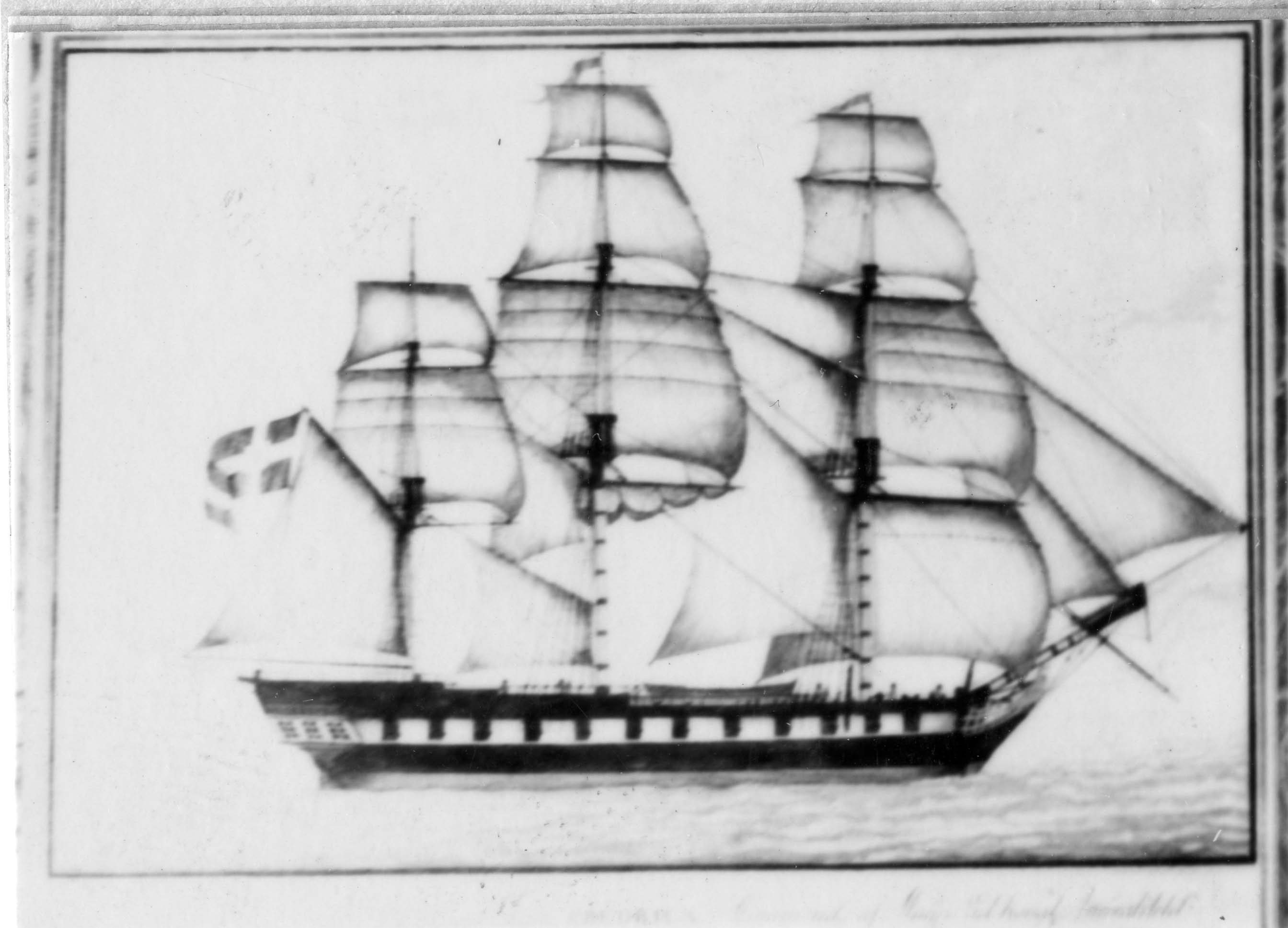
Fartygsporträtt Fredrica

## Kompaniets commerceråd[21]
- Carl Abraham Arfwedson
- Niklas Björnberg
- Colin Campbell
- Hugh Campbell
- Georg Henrik Conradi
- William Chalmers
- Robert Finlay
- Claes Grill
- Johan Abraham Grill
- Michael Grubb
- Simon Bernhard Hebbe
- Magnus Lagerström
- Herman Petersen
- Anders Plomgren
- Lars Reimers
- Berndt Harder Santesson
- David von Schinkel
- Johan Fredrik Ström
- Gustaf Tham

## Superkargörer vid kompaniet

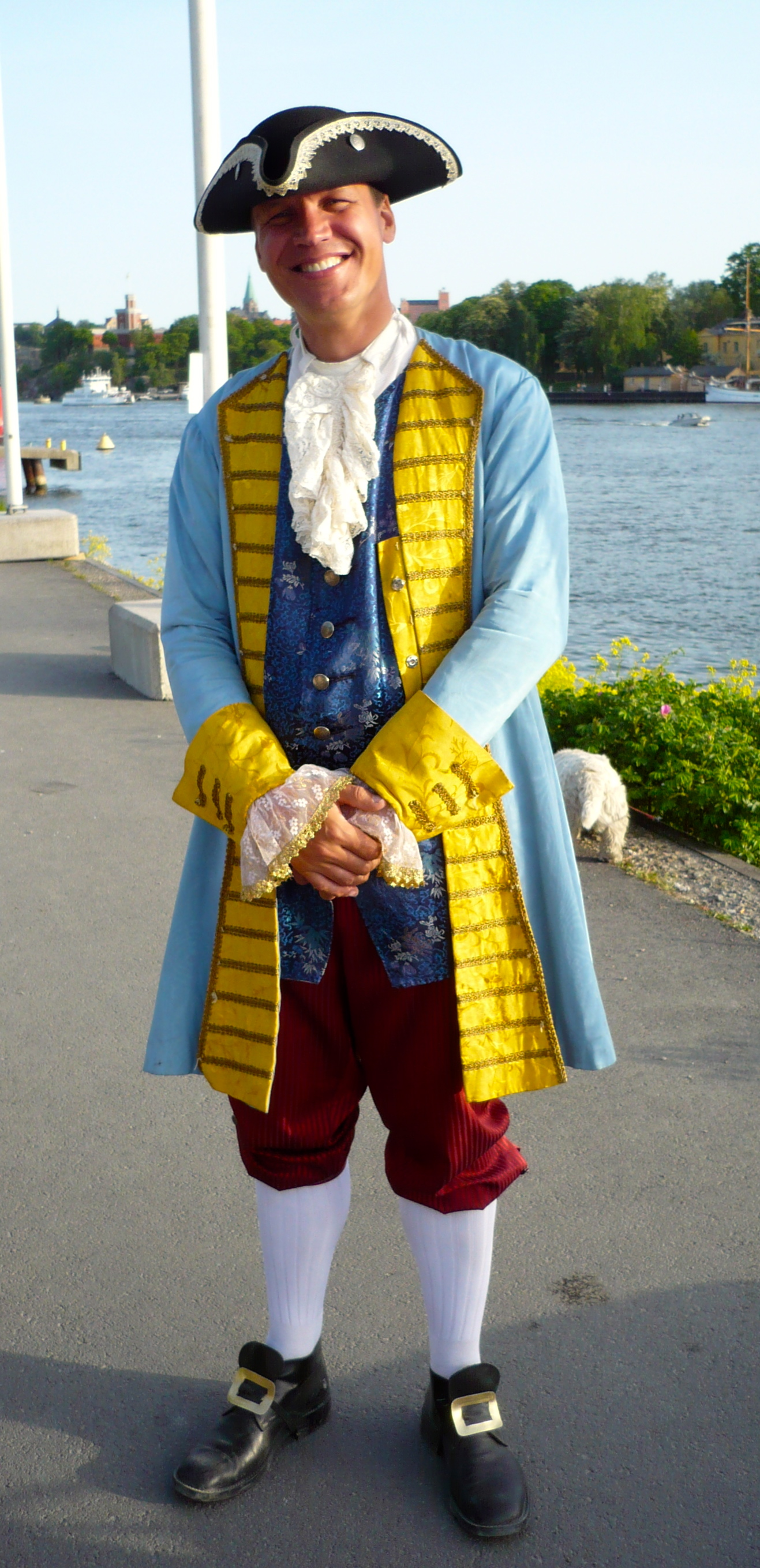
Superkargör från Svenska Ostindiska Companiet på Ostindiefararen Götheborg vid besök i Stockholms hamn 1 juni 2008.

- Peter Johan Bladh
- Colin Campbell
- William Chalmers
- William Chambers
- Georg Johan Conradi
- Henric Herman af Dittmer
- Jean Abraham Grill
- Charles Irvine
- Stephan Kniper
- Henrik König
- Anders Ljungstedt
- Gustaf Palm
- David af Sandeberg
- Hans Teurloen
- Gustaf Tham

## Ostindiska Companiet idag
1993 bildades ett företag för att bygga en kopia av ostindiefararen Götheborg. Originalet var byggt 1737 och tillhörde Ostindiska Companiet till 1745 då det sjönk efter att ha gått på grundet Hunnebådan i Göteborgs hamninlopp.
Göteborgs stadsmuseum har sedan 1861 sina utställningar i Ostindiska huset.
I det så kallade Godegårdsarkivet på Nordiska museet finns Jean Abraham Grills ostindiska handlingar, som bland annat innehåller en rikhaltig korrespondens samt material om faktoriet i Kanton, provianteringen av skeppen och de stora upphandlingarna av kinesiska varor som sändes till Sverige. Vid Göteborgs universitetsbibliotek finns arkivmaterial från det Svenska Ostindiska Compagniet tillgängligt via webben. Warwick University Library har gjort tillgängliga ett antal digitaliserade försäljningskataloger från det svenska kompaniets auktioner. De är tryckta mellan 1733 och 1759 och förtecknar importerat gods till salu i Göteborg. Digitaliseringen skedde inom ramen för projektet  Europe's Asian Centuries:Trading Eurasia 1600–1830 vid Centre for Global History and Culture, Department of History, University of Warwick.